# Шопи
Шопите са етнографска група в днешна Западна България, Източна Сърбия и в Североизточна Северна Македония с българско, сръбско или македонско национално самосъзнание. Областта, която населяват шопите, се нарича Шоплук или Шоплък, понякога Шопско.

## Названия и самоназвания
Според някои изследвания на Шоплука, датиращи от началото на XX век, името „шопи“ идва от тоягата, която местните хора, предимно скотовъдци, използвали като основно оръдие на труда. Едно от запазените названия на хубава дървена пръчка, дълга около човешки бой, е „сопа“.
В различните райони на Шоплука шопите се наричат по различен начин. В Стара София и в Софийското поле – полянци (не следва да се бъркат с полянците хърцои), в Бурелската котловина/център село Габер/ – „Бурелци“, в Трън и околията – знеполци, в Пернишко и Брезнишко – граовци, в Мраката – мрачани, в Дупнишко – кекавци, в Поморавието – нишавци, от двете страни на Стара планина – торлаци, в котловината на р. Палакария (Палакарийската част от Самоковската котловина) – палакарци, в Северозападна Северна Македония – шаренодрешковци.

## История
Населението на част от Шоплука, намиращ се извън границите на България, от Пирот до Куманово, е имало предимно българско самосъзнание, докато не е преминало в състава на Сърбия между XIX и XX век. Шопите в Сърбия и Северна Македония, с изключение на българите в Западните покрайнини, са асимилирани и имат сръбско и македонско национално самосъзнание. Шопите в Сърбия са подложени на силна сърбизация и дори има опити за отделянето им в отделна народност. Страхувайки се хората от окупирания Шоплук в Сърбия да започнат отново да обявяват българското си самосъзнание, централната сръбска власт преди дори ги е обявявала за шопско или торлашко малцинство. В свое интервю, дадено на 9 април 1993 г. за българския вестник „Култура“, сръбският византолог Войслав Джурич нарича шопите „етнос“ със „свои език и култура“, но „без свои общество, държава и армия“. В Цариброд на сцената на местното читалище се изнасят театрални представления от българите на „шопски език“ – всъщност на сърбизиран вариант на местния диалект. По време на последното преброяване на населението в Сърбия през 2011 година като възможна за деклариране националност е въведена „шопи“ и така се записват 142 души.
Траколозите установяват с положителност, че в Софийското поле и оградните му планини е живяло тракийско племе серди, което по-късно се смесва и асимилира от славянските маси, като запазва свои отлики в бита, културата и говора. Наследници на това племе серди са днешните шопи (Маринов, 1978).

## Територия
Етнографите делят шопите на Голям и Малък Шоплук, според други общността се разделя на Бял и Черен Шоплук.

### Голям Шоплук
Големият Шоплук обхваща земите на запад от долното течение на Искър, минавайки през Врачанско, Ботевградско, Монтанско, Ломско, Видинско, продължава на юг през Пернишко, Софийското поле (в самия град София диалектът е изчезнал), Етрополско, Пирдопско, Ихтиманско, Самоковско, Дупнишко, Радомирско, Кюстендилско, след което преминава в Северна Македония и обхваща Кривопаланско, Кратовско и Кумановско, а после се отправя на север по река Южна Морава в днешна Сърбия и обхваща Вранско, Лесковашко, Пиротско, Нишко (Поморавието), Княжевско и Зайчарско (Тимошко). Големият Шоплук обхваща всички места от Малкия Шоплук.
В този район етнографите очертават по-малък Шоплук, често наричан и „Същински Шоплук“.

### Малък Шоплук
При Малкия Шоплук липсват редицата от големи градове – той обхваща Софийското поле, Елинпелинско, Свогенско, Годечко, Сливнишко, Царибродско, Трънско, Брезнишко, Пернишко, Радомирско, Дупнишко и Самоковско. Малкият Шоплук се характеризира с всички черти, които в по-голяма или в по-малка степен са налице и в големия.

### Черен и бял Шоплук
Според Георги Пулевски Черният Шоплук обхващал областите по течението на Струма, Кюстендилско, Пиянечко, Дупнишко, Банско, Кресненско и Горна Джумая. Белите шопи живеели в околностите на София, Нишко, Поморавието, Самоковско и Ихтиманско.

## Диалект
Няма рязка граница при националните езици нито на западните, нито на източните славяни. Подобно при южните славяни, шопският диалект е преходен между източното южнославянско наречие (обхващащо българския език) и западното щокавско сърбохърватско наречие. С преминаването повече на запад особеностите на диалектите започват повече да съвпадат със стандартния сръбски и по-малко с българския, а като крайна точка се стига до преходните говори.
Ненаучно шопските говори са наричани шопски диалекти. В диалектоложки смисъл обаче в рамките на шопската етнографска група се говорят няколко различни диалекта на българския език, всеки носещ името на града си. Всички те са част от западните български говори и притежават общи черти, които ги обединяват като „шопски“, като използването при всеки един диалект на фразата „че“ вместо „ще“. Същото използване на „ке“ вместо „ще“ обединява етнографската група македонци при почти всички техни диалекти. В източната част на Шоплука диалектите са част от югозападните, а в западната – от преходните говори:
- Източни шопски диалекти, класифицирани официално като югозападни диалекти на българския език:
  - Ботевградски говор (Ботевградско и Етрополско поле)
  - Ихтимански говор (Ихтиманско поле, по река Марица стига до Пазарджик)
  - Елинпелински говор (източната част на Софийското поле)
  - Софийски говор (западната част на Софийското поле)
  - Самоковски говор (Самоковско поле)
  - Дупнишки говор (Дупнишко поле и Разметаница)
  - Кюстендилски говор (Кюстендилско поле)
- Западни шопски диалекти, класифицирани официално като преходни говори между българската и сръбска книжовна норма:
  - Трънски говор (Трънско)
  - Брезнишки говор (областта Граово на запад и северозапад от Софийско)
  - Белоградчишки говор (на север, запад и югозапад от Белоградчик, преселници между Видин и Лом
  - Царибродски говор (Царибродско)
  - Босилеградски говор (Босилеградско)
  - говорите в Кривопаланско, Кратовско и Кумановско, които в македонската диалектология се наричат „северни говори“
  - Тимошко-лужички говор (Княжевашко, Пиротско)
  - Призренско-тимошки говор (Вранско, Сурдулишко)

## Фолклор
Независимо от националното съзнание на шопите в България, Сърбия и Северна Македония, те представляват една обща етнорегионална група с еднакъв песенен и танцов фолклор.
Трудният характер и диалектът (шопско-граовски говор) на този тип българи е намерил място в прекрасния фолклор, който е създал. Най-бързото хоро на Балканите е засечено в област София. При все на всичко шопът се е научил да танцува уникално. Хем бързо, хем с някакво странно „натрисане“ което прави както женското, така и мъжкото хоро темпераментно и неповторимо. В песните трудно можеш да намериш история с тъжен край, повечето песни са оптимистични с поставен в началото проблем, който се разрешава в края.
В цялото шопско землище има една мелодия, използвана от всички. Това е тъй наречената „Марковска“ мелодия. Има десетки песни с различен текст, но с една и съща мелодия – Марковската. Примери за такива песни „Жалба пише, жална България“, „Море запали се Янина планина“, „Марко коси трева детелина“ и много други. В шопската фолклорна област много добре се е запазило народното двугласно пеене. Дори в днешната Бистрица – селище в полите на Витоша планина до София, още се пее дори и тригласно. Самата група от жени, нарекли се „Бистришките баби“, е донесла на страната много успехи. Тригласното пеене на бистричанки е под закрилата на ЮНЕСКО, още едно доказателство за уникалността на българския фолклор като цяло.
Шопските песни са с малък тонов обем. Пеят се на два гласа. Първият пее мелодията, а вторият „лежи“ (нарича се „исо“ глас). Двата гласа образуват интервал „секунда“, затова песните звучат остро, рязко, открито. Шопските хора̀ са буйни и темпераментни.